# Santa Sílvia
Santa Sílvia (ca. 515 - ca. 592) va ser la mare de qui va ser el papa Gregori el Gran; havia tingut un altre fill, però no se n'ha conservat el nom. És venerada com a santa per l'Església catòlica.

## Biografia
Se'n coneix poc de la seva vida, que s'ha hagut de refer a partir de fragments de la vida del seu fill. Va néixer cap al 520 potser a Sicília, tot i que segons altres fonts a Roma o Subiaco, al si d'una família benestant. El seu marit va ser el regionarius romà Gordià.
Va destacar per la seva pietat i devoció, i va donar al seu fill una bona educació. En morir Gordià el 573, es va retirar per dedicar-se a la religió a una finca de l'Aventí: cella nova juxta portam beati Pauli ("a la nova cel·la vora la Porta de Sant Pau"). Lluny de l'activitat mundana, feia pregària i assistia els malalts i pobres, seguint l'exemple de les dones cristianes vídues de l'època, com les seves cunyades, les santes Emiliana i Tarsila.
Quan Gregori va començar la seva vida religiosa, retirat a la casa pairal, actual església de San Gregorio in Celio, Sílvia, preocupada per la feble salut del seu fill, li feia portar llegums i verdures del seu hort. Segons diu Joan el Diaca (P.L., LXXV, 229-30), Gregori tenia un retrat en mosaic dels seus pares, on Sílvia s'hi representava asseguda, ja gran, amb uns grans ulls blaus.
Va morir el 3 de novembre el 590 o 592. Gregori la sebollí al monestir de Sant Andreu, junt amb Emiliana i Tarsila. i la feu pintar amb una creu a la mà dreta i un llibre a l'esquerra amb la inscripció " "Vivit anima mea et laudabit te, et iudicia tua adiuvabunt me" ("L'ànima meva viu i et lloa; el teu judici m'ajuda").

Una altra tradició diu que va ser enterrada a Prinesti (Palestrina), on hi ha el monestir que porta el seu nom.

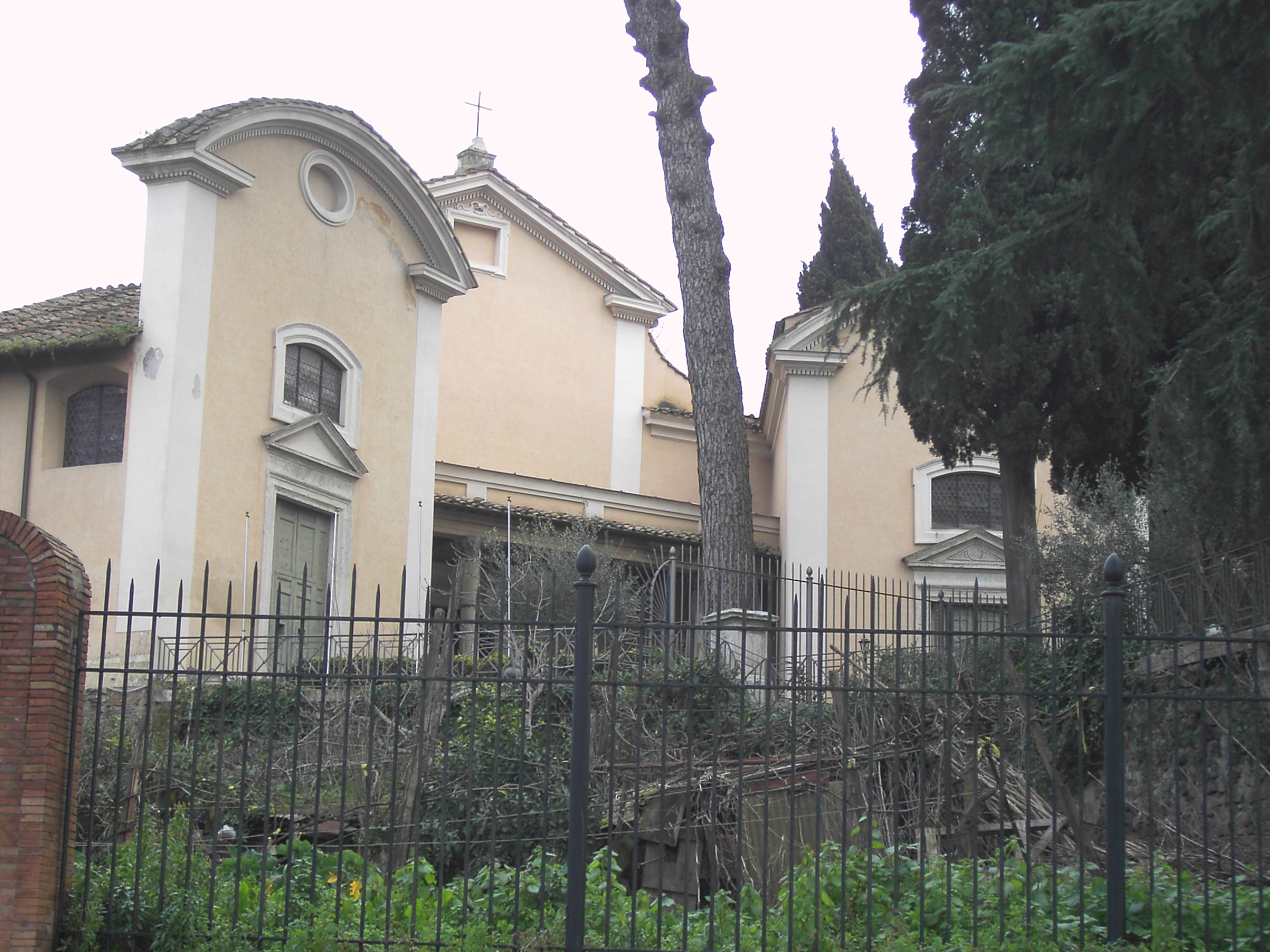
Oratoris de Sant Andreu, Santa Sílvia i Santa Bàrbara, al Celi
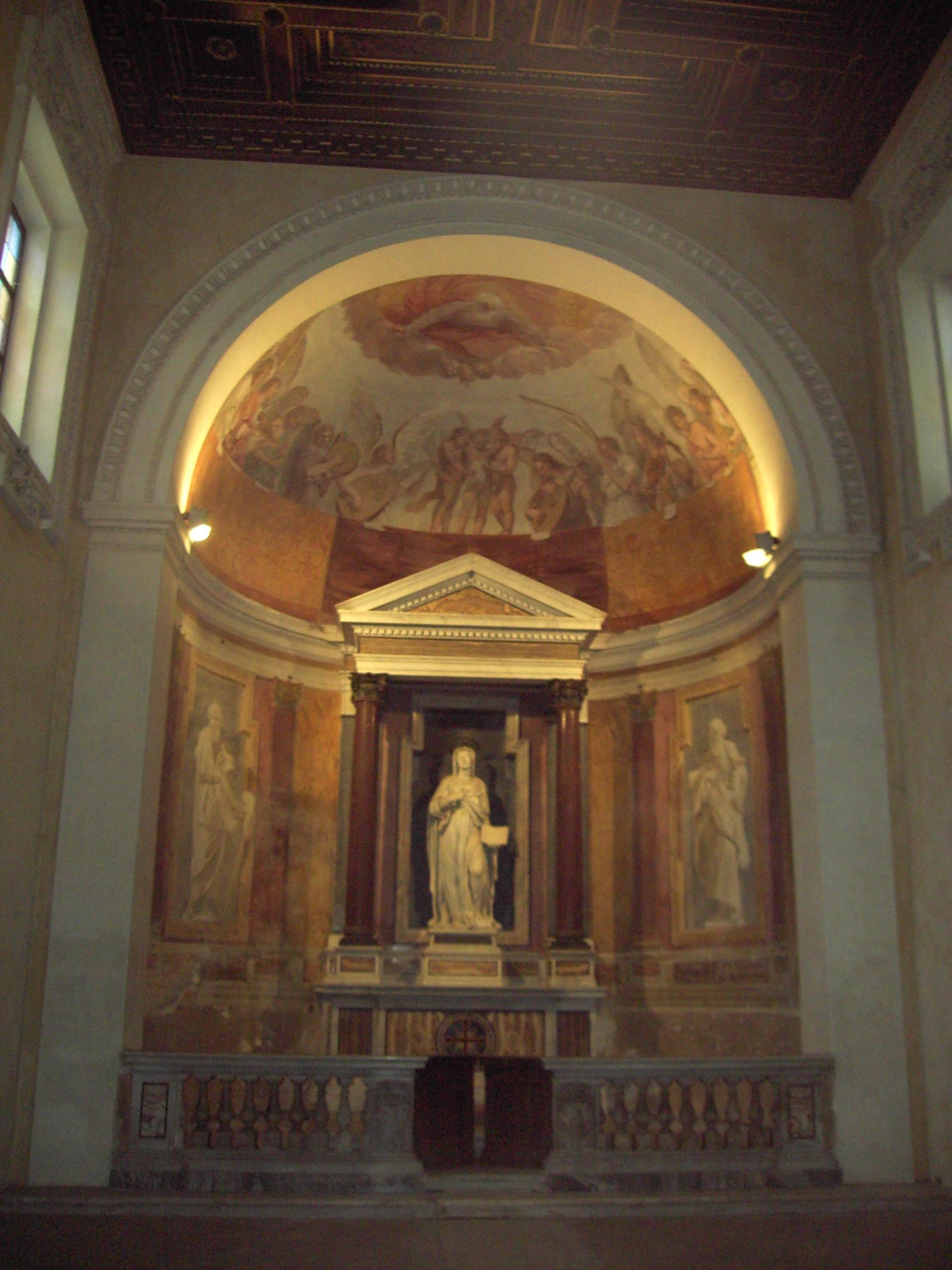
Oratori de Santa Sílvia, al Celi, amb l'escultura de la santa
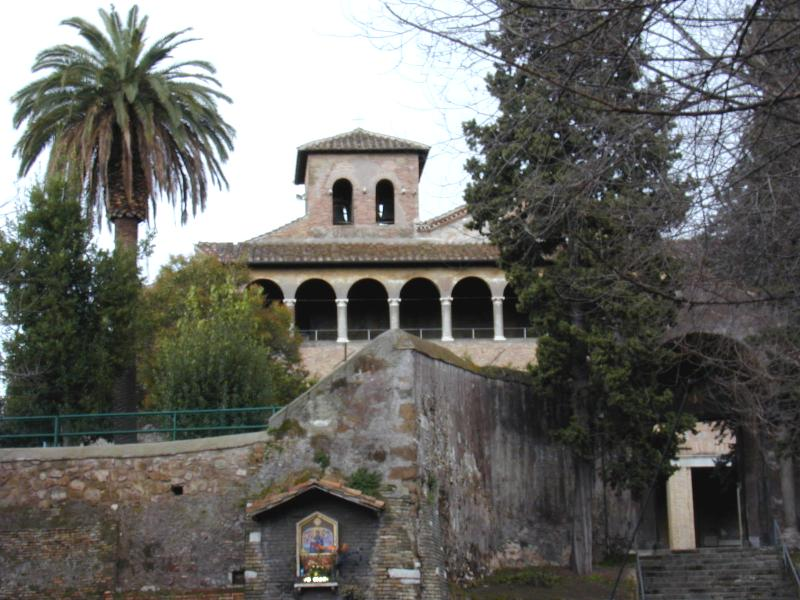
Monestir de San Sava (Roma), edificat sobre la casa de Santa Sílvia

## Veneració
El culte per Santa Sílvia és antic. On hi havia casa seva, al segle IX s'hi va edificar una capella, vora del que avui és la basílica de sant Sava, establerta l'any 645 pels monjos del monestir de Mar Saba (Palestina).
Climent VIII va inserir el nom de Sílvia al Martirologi romà. La seva festa se celebra el 3 de novembre i a és invocada per a procurar un part segur. Igualment, l'any 1653 l'arquebisbe Martí de Lleó i Cardenas va incorporar la festa de santa Sílvia al calendari de Palerm.